# 釜石市立鉄の歴史館
釜石市立鉄の歴史館（かまいししりつてつのれきしかん）は、岩手県釜石市にある博物館。日本初の西洋式高炉を大橋（現在の釜石市）に建した大ら製鉄業に携わった先人達の業績を伝承するために開館した。佐藤武夫設計事務所東北支所の設計であり、日本建築学会東北支部から1985年度の東北建築賞作品賞を受賞した。

## 概要

### 1階
- 総合演出シアター - 原寸大に復元された高炉の大模型を中心に映像によって釜石の鉄の歴史を幻想的に展開する。

- 他鉄文化の黎明、近代製鉄の発進を紹介があり、鉄製の遊具に触れたり、鋳造体験も可能。

### 2階
- 官営から民営への変遷、鉄鋼産業の近代化、大島高任、高橋亦助、横山久太郎ら関連人物紹介がある。

### 3・4階
- 釜石市と姉妹都市であるフランスのディーニュ＝レ＝バン市で発掘された1億9500万年前のアンモナイト化石群の巨大レプリカが展示されている他、展望ラウンジ、屋外テラスがある。

### 館外
- 釜石鉱山鉄道で使用されたC20型蒸気機関車が展示されている。

## 利用情報
- 開館時間 - 午前9時～午後5時まで（入館は午後4時まで）
- 入館料
  - 一般:500円（団体:400円）
  - 高校生:300円（団体:200円）
  - 小中学生:150円（団体:100円）

※団体は20名以上で、障碍者手帳所持者は無料。
※毎年12月1日（鉄の記念日）は入館料無料
- 休館日 – 12月29日から1月3日、毎週火曜日
- 駐車場 – 大型バス5台、普通車50台

## 釜石と鉄の沿革
- 1727年（享保12年） - 盛岡藩の阿部友之進が釜石の西方（大橋）で磁鉄鉱を発見した。しかし、藩は採掘禁止とした。
- 1856年（安政3年） - 水戸藩の要請で那珂湊反射炉の操業に成功した大島高任が、その翌年、南部藩の承諾を得て、釜石に洋式高炉を築造した。大橋産の良質な磁鉄鉱を使用し、日本で始めて鉄鋼の製造に成功。
- 1857年（安政4年） - 12月1日は日本における近代製鉄の幕開けとなった。鉄の記念日として今に伝えられている。

## 周辺施設
- 釜石大観音 – 同一最寄りバス停にある巨大仏
- 三陸カントリー倶楽部